# Daffy chez les indiens
Pour plus de détails, voir Fiche technique et Distribution.
Daffy chez les indiens (The Daffy Duckaroo) est un court-métrage d'annimation de la série Looney Tunes réalisé par Norman McCabe, mettant en scène Daffy Duck et sorti en 1942.

## Fiche technique
- Réalisation : Norman McCabe
- Scénario : Melvin Millar
- Production : Leon Schlesinger pour Leon Schlesinger Studios
- Musique : Carl W. Stalling
- Format : 1,37 :1 couleurs Technicolor
- Son : mono
- Pays :  États-Unis
- Sortie : États-Unis : 24 octobre 1942
- Langue : anglais
- Durée : 7 minutes 42 secondes
- Distribution : 1942 : Warner Bros. Pictures et  The Vitaphone Corporation (cinéma)
2017 : Warner Home Video  (États-Unis) (DVD)

## Musique
- Carl W. Stalling, directeur de la musique
- Milt Franklyn, orchestrateur (non crédité)